# Usman Garuba
Destiny Usman Garuba Alari (ur. 9 marca 2002 w Madrycie) – hiszpański koszykarz, nigeryjskiego pochodzenia, reprezentant Hiszpanii, olimpijczyk, występujący na pozycji silnego skrzydłowego, od 2023 zawodnik Golden State Warriors.
W 2021 reprezentował Houston Rockets podczas rozgrywek letniej ligi NBA. 15 września 2023 dołączył do.

## Osiągnięcia
Stan na 20 września 2023, na podstawie, o ile nie zaznaczono inaczej.

### Drużynowe
- Mistrz Hiszpanii:
  - 2019
  - U–18 (2018, 2019)
  - U–16 (2016)
- Zdobywca:
  - pucharu:
    - Hiszpanii (2020)
    - Minicopa Endesa (2015, 2016)

  - Superpucharu Hiszpanii (2020)
- Zwycięzca turnieju Euroleague Basketball Adidas Next Generation Tournament (2019)

### Indywidualne
- Wschodząca gwiazda Euroligi (2021)
- Najlepszy młody zawodnik Ligi Endesa (2021)
- MVP turnieju:
  - Munich Tournament (ANGT – 2019)
  - Minicopa Endesa (2016)
  - mistrzostw Hiszpanii:
    - U–18 (2019)
    - U–16 (2016)

  - finałów mistrzostw Hiszpanii:
    - U–18 (2018)
    - U–16 (2016)
- Zaliczony do I składu:
  - finałów turnieju EB Adidas Next Generation (2019)
  - młodych zawodników ACB (2021)
  - turnieju:
    - Munich Tournament (ANGT – 2018, 2019)
    - NIJT (2019)

### Reprezentacja
Seniorów
- Uczestnik:
  - igrzysk olimpijskich (2020 – 6. miejsce)
  - mistrzostw świata (2023 – 9. miejsce)[6]

Młodzieżowe
- Mistrz Europy:
  - U–18 (2019)
  - U–16 (2016)
- Wicemistrz Europy U–16 (2018)
- MVP Eurobasketu U–16 (2016)
- Zaliczony do I składu mistrzostw Europy:
  - U–18 (2019)
  - U–16 (2016, 2018)
- Lider mistrzostw Europy:
  - U–18 w zbiórkach (12,9 – 2019)
  - U–16 w:
    - blokach (2016)
    - skuteczności rzutów z gry (71,6% – 2016)